# بطانة غير رسمية

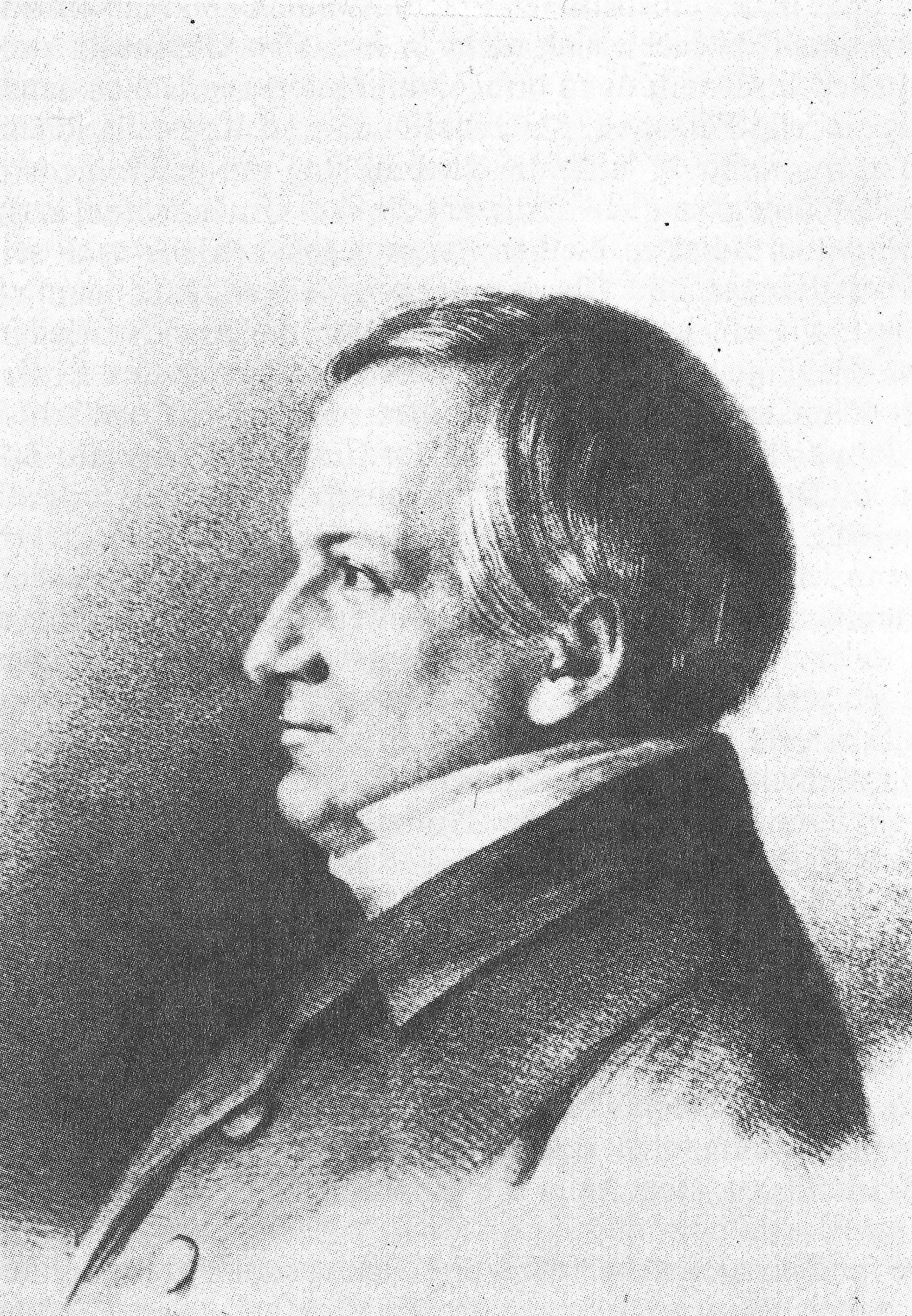

يمارس أعضاء الكاماريلا تأثيرهم بسبب قربهم من الحاكم (الملك أو السلطان أو الإمبراطور) دون أن تكون لهم مناصب في الدولة، ويجعلهم هذا في منأى من عواقب أفعالهم التي تتخذ طابعًا خفيًا، مثل المشورات السرية للحاكم، والدسائس، وممارسة الضغط لإصدار قرارات أو تعيينات أو أحباطها.
وقد يكون أفراد الكاماريلا مجرد أشخاص محبوبين من الحاكم ولذلك يحيطون به دومًا، أو شخصيات تمت له بصلة قرابة أو نسب. ويختص هؤلاء بالمصطلح نظرًا إلى أدوارهم البارزة في بعض المراحل التاريخية للإمبراطوريات خاصة في أوروبا.
ويعود مصطلح كاماريلا (بالإنجليزية: camarilla) إلى اللغة الإسبانية، وهو تصغير لكلمة (cámara) التي تعني الغرفة الصغيرة أو «المقصورة الملكية»، في إشارة إلى الموقع الذي تمارس فيه مجموعة الكاماريلا نشاطها.
ظهر المصطلح أول مرة لوصف دائرة المقربين من الملك الإسباني فرديناند السابع (1813-1833)، إلا أنه استعمل بعد ذلك في اللغتين الألمانية واليونانية لوصف ذوي الحظوة والخواص من المحيطين بالحاكم سواء تقلدوا مناصب أم لا، وعلى هذا استخدم مصطلح كاماريلا مع فيلهلم الثاني قيصر الرايخ الثاني الألماني وملك بروسيا (1888-1918)، وباول فون هيندنبرغ رئيس ألمانيا (1925-1934)، وماري ملكة رومانيا (1914-1927)، وكارول الثاني ملك رومانيا (1930-1940).
وفي الدولة العثمانية، مارست الكاماريلا أدوارًا معقدة ومتعاظمة، بلغت أوجها مع بروز ما بات يعرف بـ«سلطنة الحريم» طوال 130 عامًا بين القرنين السادس عشر والسابع عشر، حين أضحت السلطانات، الزوجات والأمهات على نحو خاص، جزءًا مهمًا من القرار العثماني.
البنية الضخمة لقصور السلاطين والتي تُؤي 4000 إنسان، وفي جزء منها فحسب يستقر جناح الحريم المخصص لمخادع السلطان وأسرته وعدد كبير من الموظفين والخدم الذين يتوزعون على 400 غرفة؛ جعلت لهذا المجتمع الصغير والمنعزل تأثير بالغ على سلوك وقرارات السلطان.
إذ شهد القرن السادس عشر، بما يتزامن مع آخر سنوات السلطان سليمان القانوني بروز سطوة كاماريلا الحريم، أما مع مطلع القرن السابع عشر فقد تمكنت السلطانة صفيه سلطان، والدة السلطان محمد الثالث، من تعزيز قوة كاماريلا القصر والاستعانة ببعض مسؤولي الجيش الانكشاري بما انتهى إلى عزل ثم إعدام الصدر الأعظم يمشجي حسن باشا.